# Stellifer ephelis
Stellifer ephelis е вид бодлоперка от семейство Sciaenidae. Видът не е застрашен от изчезване.

## Разпространение и местообитание
Разпространен е в Еквадор, Колумбия, Коста Рика, Никарагуа, Панама, Перу, Салвадор и Хондурас.
Среща се на дълбочина от 0,4 до 15 m.